# Zimmerius cinereicapilla
Zimmerius cinereicapilla е вид птица от семейство Tyrannidae. Видът е световно застрашен, със статут Уязвим.

## Разпространение
Видът е разпространен в Боливия, Еквадор и Перу.